# Galt (California)
Galt, fundada en 1946 es una ciudad ubicada en el condado de Sacramento en el estado estadounidense de California. En el año 2005 tenía una población de 23,173 habitantes y una densidad poblacional de 1,280.6 personas por km². Galt forma parte del área metropolitana de Sacramento.

## Geografía
Galt se encuentra ubicada en las coordenadas 38°15′39″N 121°18′11″O / 38.260842, -121.303122. Según la Oficina del Censo, la ciudad tiene un área total de 15,2 km² (5,9 mi²), de la cual 15,2 km² (5,9 mi²) es tierra y 0 km² (0 mi²) (0%) es agua.

## Demografía
Según la Oficina del Censo en 2000 los ingresos medios por hogar en la localidad eran de $45,052, y los ingresos medios por familia eran $47,845. Los hombres tenían unos ingresos medios de $38,258 frente a los $26,541 para las mujeres. La renta per cápita para la localidad era de $16,620. Alrededor del 8.5% de la población estaban por debajo del umbral de pobreza.